# Vovtchansk
Voltchansk
Pour la ville de Russie, voir Voltchansk.
Vovtchansk (ukrainien : Вовчанськ) ou Voltchansk (russe : Волчанск) est une ville de l'oblast de Kharkiv, en Ukraine. Sa population s'élevait à 200 habitants en 2024.

## Géographie

### Situation
Vovtchansk est située à 62 km au nord-est de Kharkiv, à la frontière russe. Elle est arrosée par la rivière Vovtcha, qui se jette à proximité de la ville dans le réservoir de Petchenihy, formé par un barrage sur le Donets.

### Transports
Vovtchansk se trouve à 131 km de Kharkiv par le chemin de fer et à 72 km par la route, elle possède une gare ferroviaire.

## Histoire

### Origine
Au début du XVIIe siècle, les Champs sauvages apparus sur le territoire de la Horde d'or après l'attaque des Mongols et des Tatars, recommencèrent à se peupler. En 1639, les Cosaques s'installent près de la forteresse de Tchouguevskoï. Lorsqu'à la fin du XVIIIe siècle, est fondé le gouvernement de l'Ukraine de Sloboda, avec Kharkov pour capitale, l'ouïezd de Voltchansk compte quatorze paroisses et une population de plus de 56 000 habitants.

### XIXesiècle
L'industrie de la région commence à se développer dans la seconde moitié du XIXe siècle.
En 1865, Voltchansk compte deux briqueteries, de fabriques de bière, d'alcool, de sucre, et de bougies. Le commerce et l'artisanat étaient en plein essor.

### XXesiècle
Le 12 avril 1923 a lieu une réforme administrative et territoriale, au cours de laquelle l'ouïezd de Voltchansk est divisée en 8 districts : ceux de Biely Kolodiez, Veliky Bourlouk, Voltchansk, Oktiabrsk, Petchenizka, Roubejnoïé, de Khotomlia et de Chipovatoïé (en russe). Au 1er janvier 1924, Voltchansk avait une population de 27 329 habitants.
En 1927, une usine textile est mise en activité et une fabrique de chaussures en 1937.
Le 10 juin 1942, Voltchansk est occupée par la Wehrmacht. Elle est libérée par l'Armée rouge à la fin de l'été 1943. Durant l'occupation, 770 habitants furent tués et 1 700 envoyés en Allemagne.

### XXIesiècle
Située à seulement 3 km de la frontière russe, la ville est occupée dès le 24 février 2022, premier jour de l'invasion de l'Ukraine par la Russie.

Elle est reprise par les forces ukrainiennes le 12 septembre 2022, peu après le retrait des forces russes d'occupation,.

Vovtchansk le 11 mai 2024
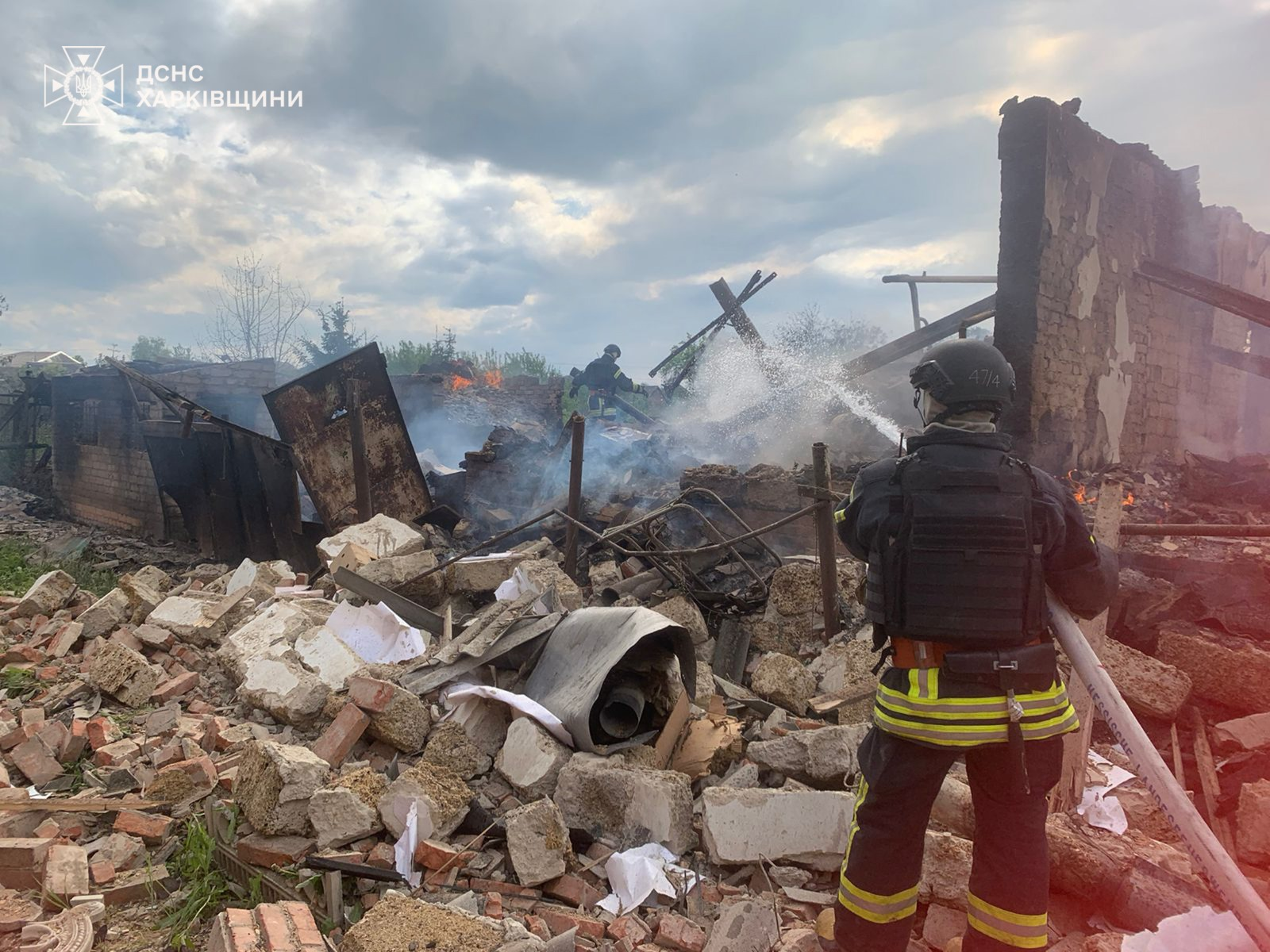

Lors de l'offensive russe de 2024 contre Kharkiv, elle est soumise à des bombardements, et le village de Hatychtche situé trois kilomètres à l'ouest vers la frontière, est le siège de combats d'infanterie. Il ne reste pas un bâtiment intact dans le centre de Vovtchansk, a confié le directeur de la police régionale. Le 21 mai 2024, le chef de l’administration d’occupation dans la région de Kharkiv affirme que l’armée russe contrôle « environ 40% » de la ville. 
Le 24 mai 2024, le commandant en chef de l’armée ukrainienne déclare que les forces russes y sont « enlisées dans des combats de rue ».
Le 6 septembre 2024, des images aériennes de Vovtchansk transmisent par un drone survolant une avenue indiquent que plus aucun bâtiment ne semble intact. Les images de Vovtchansk rappellent celles de Bakhmout et d'Avdiïvka villes totalement détruites.

## Population
Recensements (*) ou estimations de la population :
| 1785  | 1889  | 1897*  | 1923*  | 1926*  | 1939*  |
| ----- | ----- | ------ | ------ | ------ | ------ |
| 2 666 | 6 023 | 11 020 | 11 211 | 20 836 | 20 435 |

| 1959*  | 1970*  | 1979*  | 1989*  | 2001*  | 2010   |
| ------ | ------ | ------ | ------ | ------ | ------ |
| 20 592 | 22 210 | 24 375 | 24 350 | 20 695 | 19 192 |

| 2011   | 2012   | 2013   | 2014   | 2015   | 2016   |
| ------ | ------ | ------ | ------ | ------ | ------ |
| 19 123 | 19 114 | 19 082 | 19 029 | 18 906 | 18 784 |

| 2017   | 2018   | 2019   | 2020   | 2021   | 2022   |
| ------ | ------ | ------ | ------ | ------ | ------ |
| 18 617 | 18 323 | 18 127 | 17 942 | 17 747 | 17 459 |

| 2024     | - | - | - | - | - |
| -------- | - | - | - | - | - |
| env. 200 | - | - | - | - | - |

## Économie

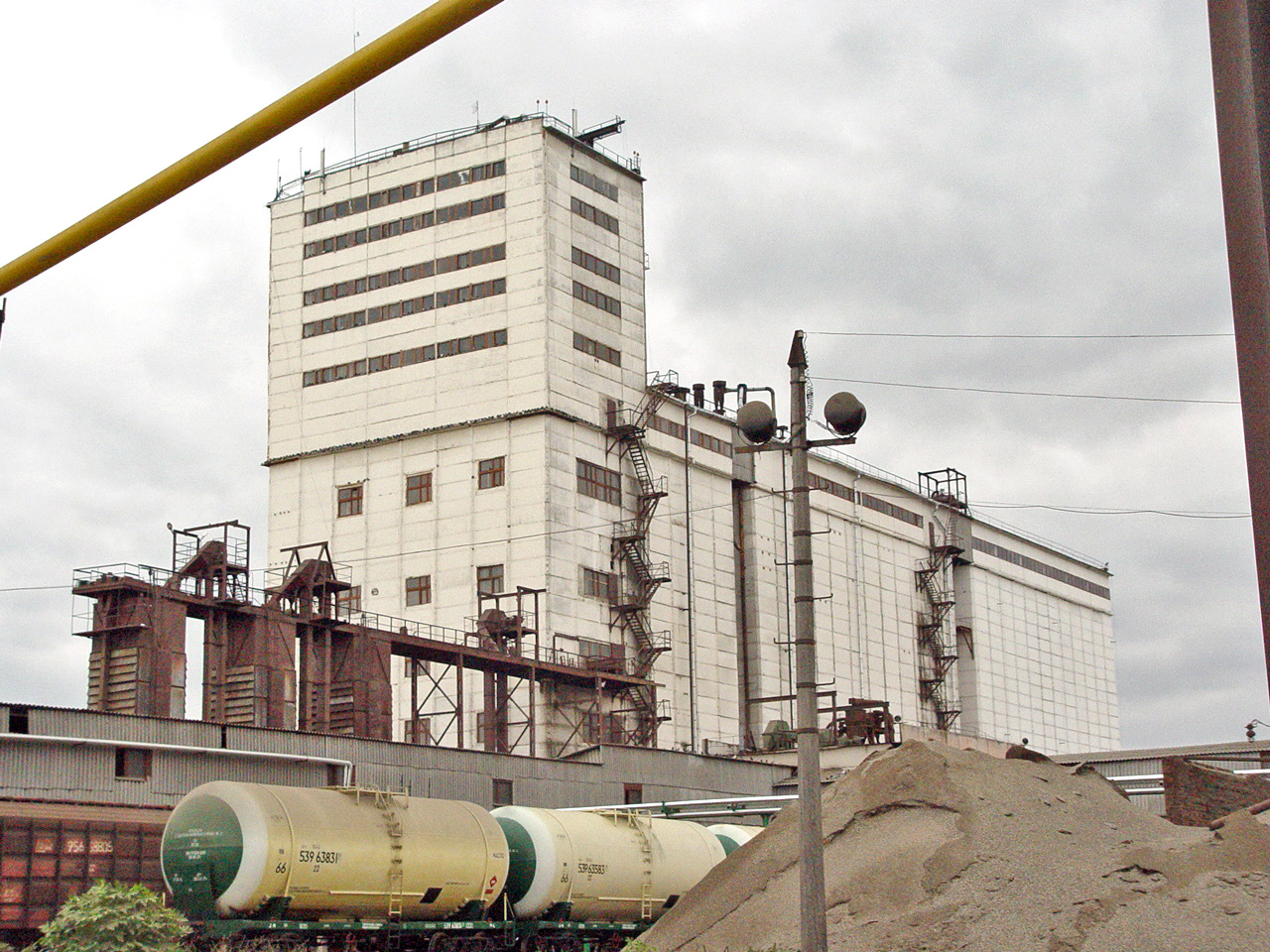
Fabrique d'huile comestible de tournesol en 2003.

### Personnalités liées à la ville
- Orest Somov, poète et traducteur.

## Lieux remarquables

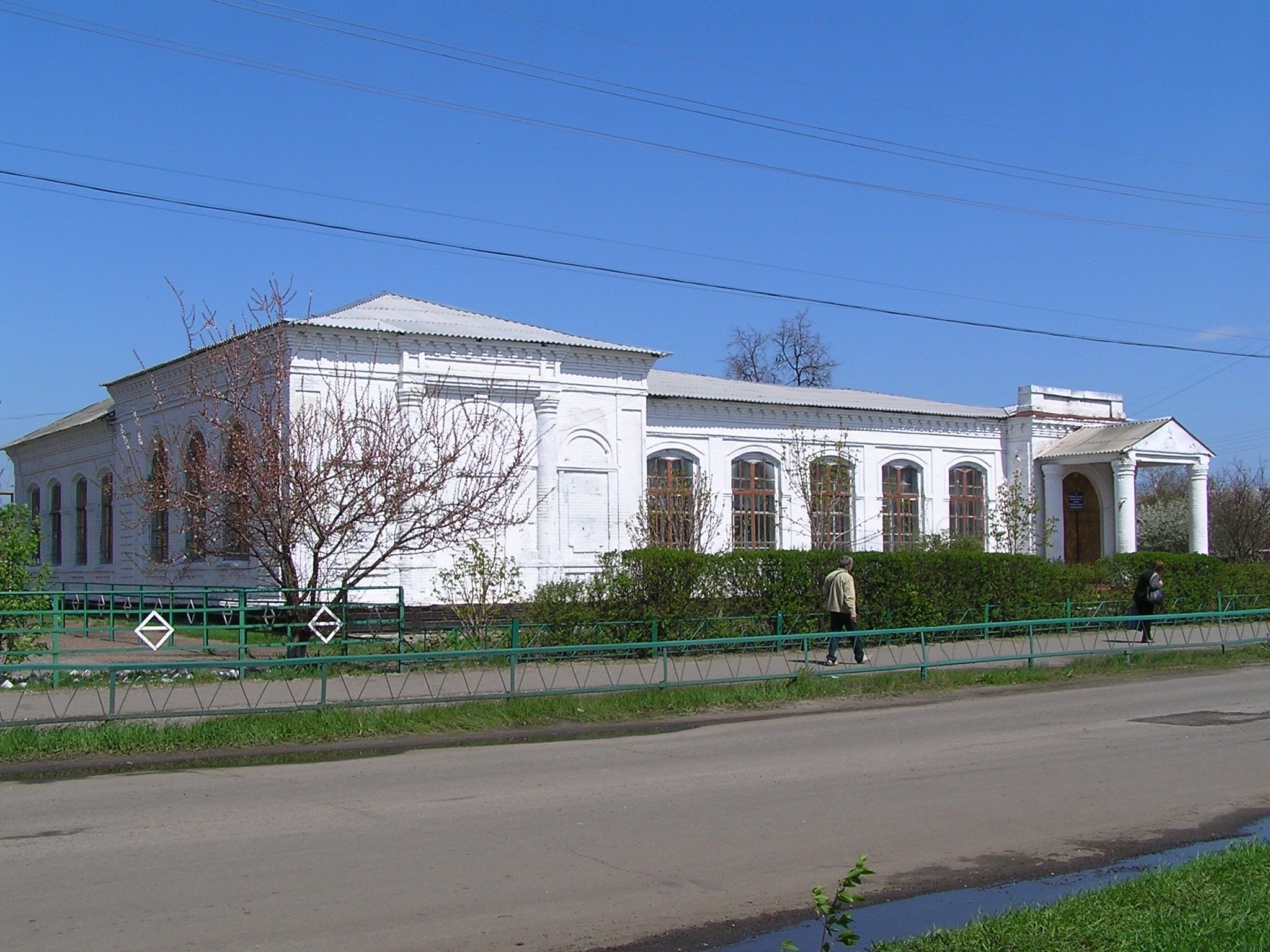
Rue Gagarine, ancien gymnasium, monument classé[10].
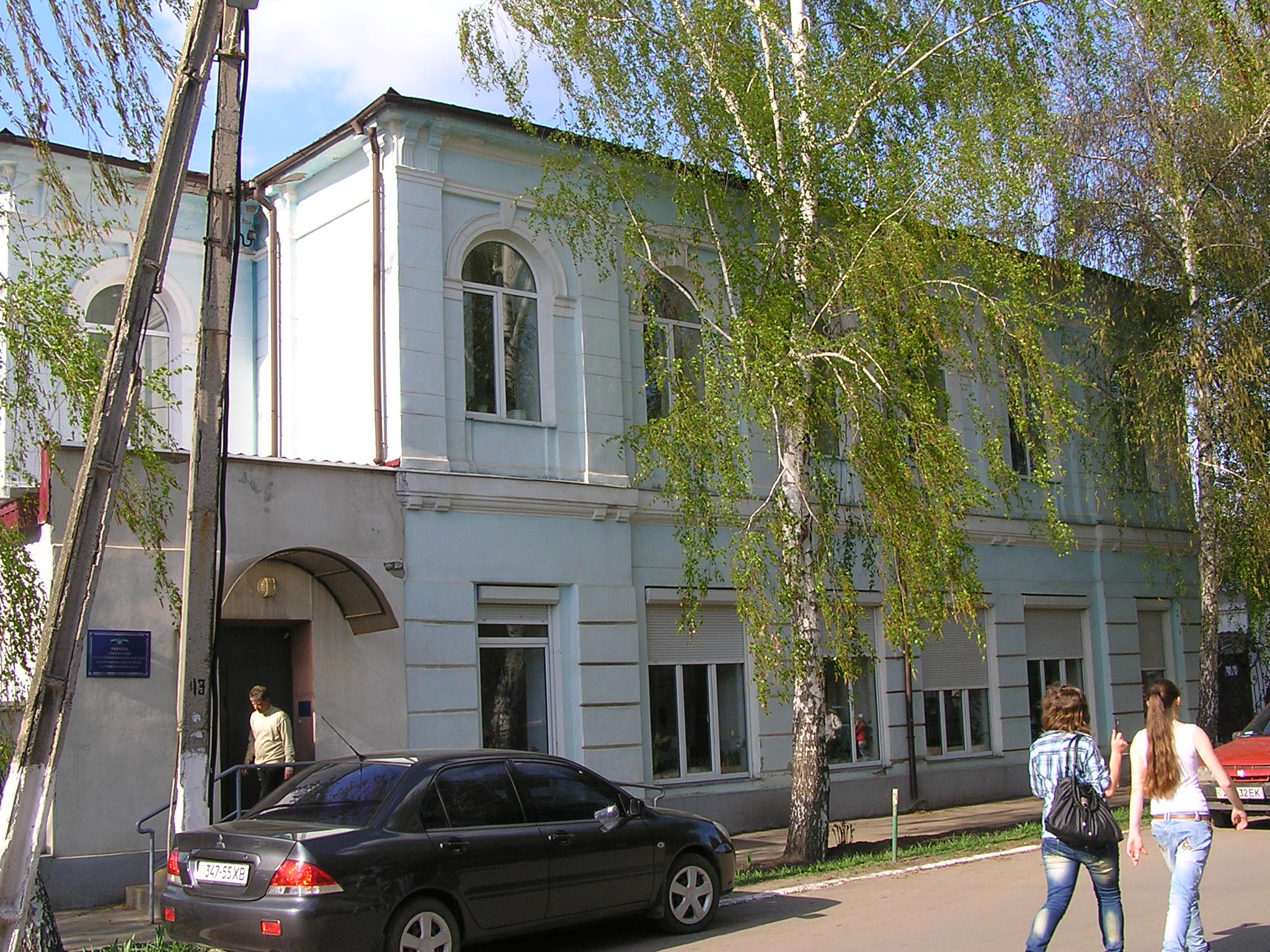
ancienne banque Zemski rue Chevtchenko, monument classé[11],
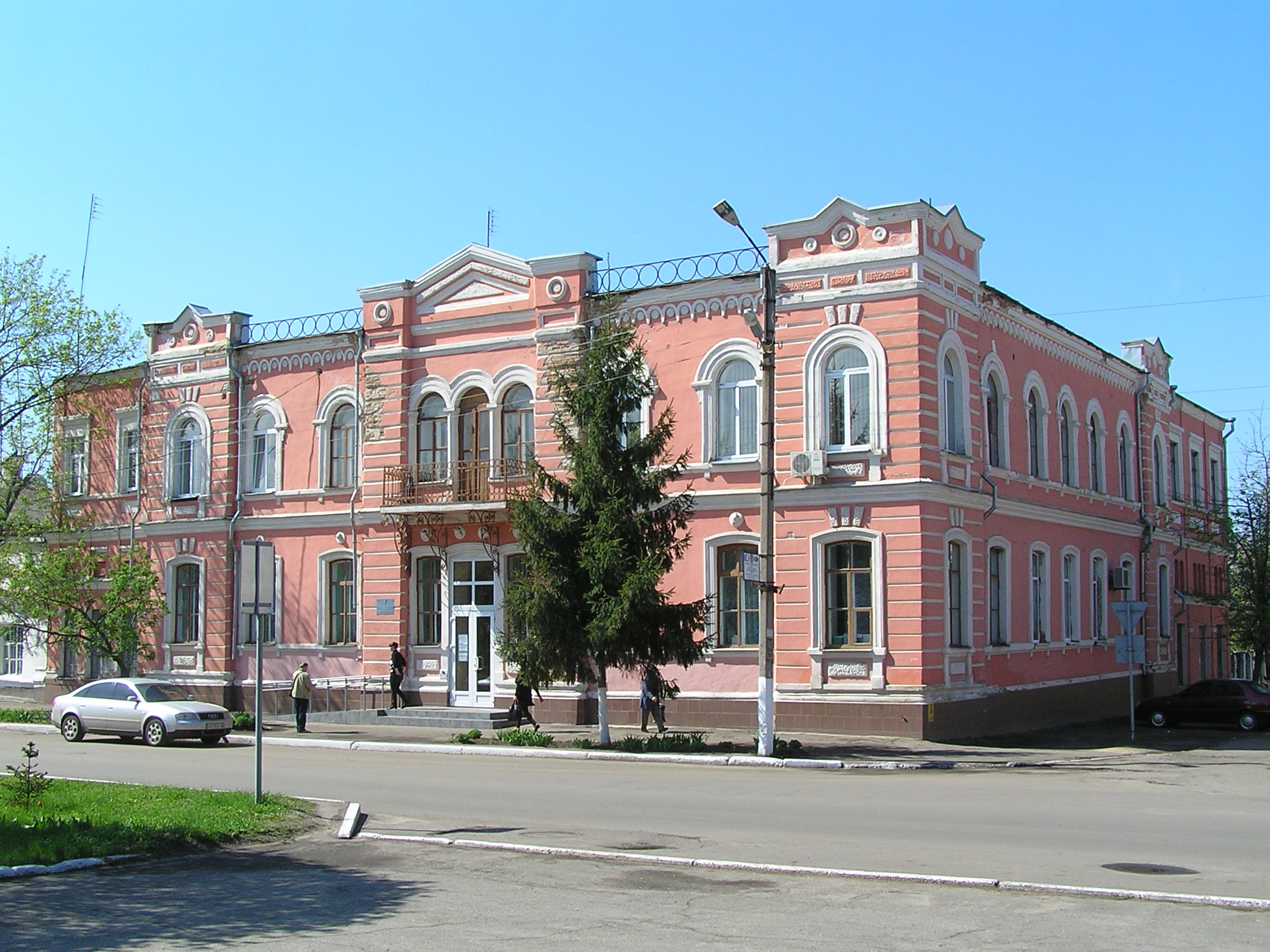
bâtiment administratif rue Lénine, monument classé[12],
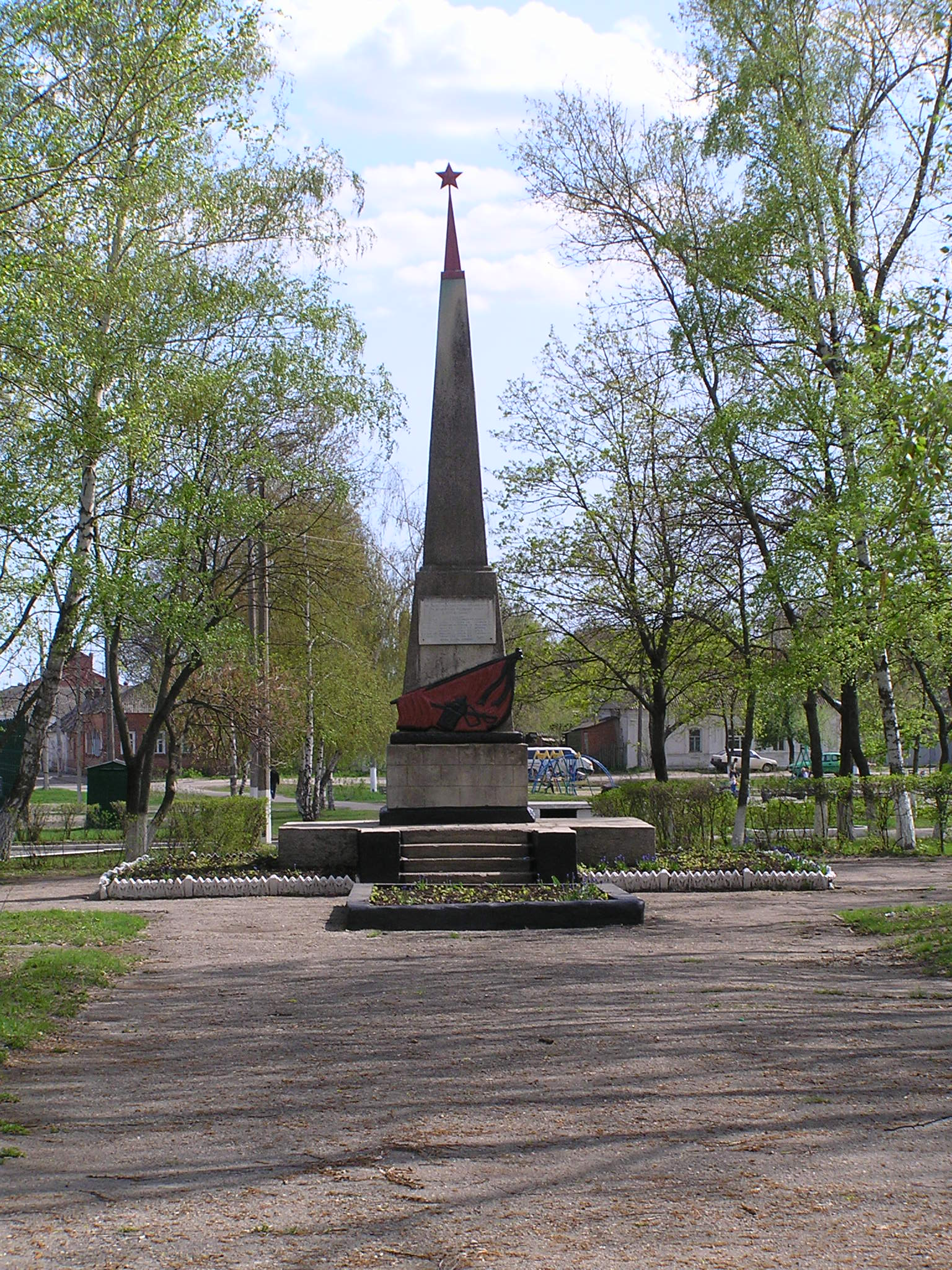
monument aux partisans de la guerre civile, classé[13].